# Васил Радославов
Васил Христов Радославов (27. јул 1854 — 21. октобар 1929) био је бугарски политичар, који је два пута изабран за премијера (од 28. августа 1886. до 10. јула 1887. и од 17. јула 1913. до 21. јуна 1918). Обављао је функцију премијера земље током већег дела Првог светског рата.
Вођа бугарских либерала такозваних радослависта.

## Биографија
Рођен је у Ловечу, и студирао је права на Хајделбергу и постао присталица Немачке од тада. Постао је политичка фигура од 1884, када је именован за министра правде у кабинету Петка Каравелова, а на тој позицији остаје и под надбискупом Климентом Турновским. Он је наследио Каравелова на месту премијера 1886. године, и та кратка владавина је обележена корупцијом и коначним распадом Либералне партије, са оснивањем Либералне партије Радослависта, која је формирана у 1887, груписане око десничарских либерала. Радославов је познат по својој снажној подршци пријатељства са Аустроугарском.
Вратио се у владу 1899, као министар унутрашњих послова у влади Тодора Иванчова, иако је након тога остао ван канцеларије до 1913, када се вратио као премијер. Његова анти-руска реторика импресионирала је Фердинанда, који је блиско сарађивао са Радославовим у обликовању спољне политике. Он је обезбедио велики зајам из Немачке и Аустроугарске у јулу 1914, али је и успео да одложи улазак Бугарске у рат. Његова популарност је опала након што је Бугарска званично ушла у рат, међутим, са новцем и ресурсима сада у потпуности усмереним ка ратном фонду. Као премијер је надгледао окупацију Добруџе 1916, уз помоћ немачког генерала Аугуста фон Макензена, иако је овим потезом помало изгубио подршку немачке владе, јер је Немачка желела неке територије за себе. Његова влада је остала на власти до јуна 1918, када је савременији Александар Малинов позван у нади да ће преговарати за повољан мировни споразум, док је Радославов окривљен за неуспех Бугарске да добије потпуну контролу над Северном Добруџом на Букурештанском миру (област је стављена под заједничку управу Бугарске, Немачке и Аустрије). У ово време, влада Радославова је постала синоним за корупцију и покорност Немачкој.
Радославов је избегао из Бугарске после рата, одлазећи у егзил у Немачку. Током 1922, за време владе Александра Стамболијског суд га је осуди на смрт у одсуству због учешћа у историјском поразу Бугарске. Он је помилован 1929, исте године када је умро док је још увек био у изгнанству у Берлину, у Вајмарској Републици, 21. октобра. Дана 3. новембра, сахрањен је у Софији.